# ميلي بوبي براون
ميلي بوبي براون (بالإنجليزية: Millie Bobby Brown)‏ (ولدت: 19 فبراير 2004، في مربلة)، هي ممثلة وعارضة أزياء بريطانية بدأت مسيرتها الفنية سنة 2013. عرفت بعد تمثيلها في مسلسل أشياء غريبة.

## أعمالها

### الأفلام
| السنة | العنوان             | الدور         | ملاحظات                      |
| ----- | ------------------- | ------------- | ---------------------------- |
| 2019  | غودزيلا: ملك الوحوش | ماديسون راسل  |                              |
| 2020  | غودزيلا ضد كونغ     | ماديسون راسل  |                              |
| 2020  | إينولا هولمز        | إينولا هولمز  | عملت كأحد المنتجين في الفيلم |
| 2022  | إينولا هولمز 2      | إينولا هولمز  |                              |
| 2024  | دامازيل (الآنسة)    | الأميرة إلودي | عملت منتج تنفيذي             |
| 2025  | الحالة الإلكترونية  | ميشيل         |                              |

### المسلسلات
| السنة       | العنوان                 | الدور               | ملاحظات                             |
| ----------- | ----------------------- | ------------------- | ----------------------------------- |
| 2013        | ذات مرة في بلاد العجائب | أليس الصغيرة        | ظهرت في حلقتين                      |
| 2014        | الدخلاء                 | ماديسون أودونيل     | دور رئيسي                           |
| 2014        | إن سي آي إس             | راشيل بارنز         | ظهرت في حلقة: يقترح الرقابة الابوية |
| 2015        | مودرن فاميلي            | ليزي                | ظهرت في حلقة: خزانة؟ ستحبه!         |
| 2015        | تشريح غراي              | روبي                | ظهرت في حلقة: "أشعر بتحرك الأرض"    |
| 2016–الحاضر | أشياء غريبة             | إيلفين / جاين / إيل | دور رئيسي                           |

### الفيديو كليبات
| السنة | العنوان                                               | الفنان                       | مراجع                |
| ----- | ----------------------------------------------------- | ---------------------------- | -------------------- |
| 2016  | "Find Me"                                             | سيغما بالتعاون مع بيردي      | [ 10 ]               |
| 2017  | "I Dare You"                                          | ذا إكس إكس                   | [ 11 ]               |
| 2018  | "Girls Like You"                                      | مارون 5 بالتعاون مع كاردي بي | [ 12 ] [ 13 ] [ 14 ] |
| 2018  | "In My Feelings"                                      | دريك                         | [ 15 ]               |
| 2019  | "Happy Anniversary, All I Want for Christmas Is You!" | ماريا كاري                   | [ 16 ]               |

## وصلات خارجية
- ميلي بوبي براون على موقع IMDb (الإنجليزية)
- ميلي بوبي براون على موقع ميتاكريتيك (الإنجليزية)
- ميلي بوبي براون على موقع الموسوعة البريطانية (الإنجليزية)
- ميلي بوبي براون على موقع روتن توميتوز (الإنجليزية)
- ميلي بوبي براون على موقع مونزينجر (الألمانية)
- ميلي بوبي براون على موقع ألو سيني (الفرنسية)
- ميلي بوبي براون على موقع تيرنر كلاسيك موفيز (الإنجليزية)
- ميلي بوبي براون على موقع أول موفي (الإنجليزية)
- ميلي بوبي براون على موقع قاعدة بيانات الأفلام السويدية (السويدية)
- ميلي بوبي براون على موقع ديسكوغز (الإنجليزية)